# Campeonato Amazonense de Futebol Feminino de 2019
O Campeonato Amazonense de Futebol Feminino de 2019 foi uma competição de futebol feminino organizada pela Federação Amazonense de Futebol. O torneio teve início no dia 3 de outubro e sua final foi realizada no dia 30 de novembro. O 3B da Amazônia se sagrou campeão ao bater o Iranduba na final. Além disso, o 3B será o representante do estado do Amazonas no Campeonato Brasileiro de Futebol Feminino de 2020 - Série A2.

## Regulamento
A primeira fase foi disputada por 7 (sete) equipes, num sistema de todos contra todos em turno único. As quatro equipes melhores colocadas avançaram às semifinais, disputadas em jogos únicos. Em caso de empate, haveria cobrança de pênaltis. Os vencedores das semifinais se enfrentaram na final, também em jogo único. Em caso de empate na final, o título seria decidido nos pênaltis.

### Critérios de desempate
Estes foram os critérios de desempate aplicados na 1ª fase:
1. Maior número de vitórias
2. Maior saldo de gols
3. Maior número de gols pró
4. Confronto direto (entre dois clubes somente)
5. Sorteio na sede da Federação, em dia e horário a serem determinados

## Participantes
| Equipe              | Cidade      | Em 2018      | Títulos (último) |
| ------------------- | ----------- | ------------ | ---------------- |
| 3B da Amazônia      | Manaus      | 2º           | 0                |
| Clipper             | Manaus      | não disputou | 0                |
| Iranduba            | Iranduba    | Campeão      | 8 (2018)         |
| Liga Itacoatiarense | Itacoatiara | não disputou | 0                |
| Nacional-AM         | Manaus      | não disputou | 0                |
| Rio Negro-AM        | Manaus      | não disputou | 1 (2007)         |
| Tarumã              | Manaus      | não disputou | 0                |

## Primeira Fase
| Pos | Equipes        | Pts | J | V | E | D | GP | GC | SG  |
| --- | -------------- | --- | - | - | - | - | -- | -- | --- |
| 1º  | 3B da Amazônia | 15  | 6 | 5 | 0 | 1 | 76 | 5  | +71 |
| 2º  | Iranduba       | 15  | 6 | 5 | 0 | 1 | 43 | 5  | +38 |
| 3º  | Itacoatiarense | 15  | 6 | 5 | 0 | 1 | 33 | 11 | +22 |
| 4º  | Nacional-AM    | 9   | 6 | 3 | 0 | 3 | 33 | 12 | +21 |
| 5º  | Clipper        | 31  | 6 | 1 | 0 | 5 | 9  | 47 | -38 |
| 6º  | Rio Negro-AM   | 02  | 6 | 2 | 0 | 4 | 14 | 33 | -19 |
| 7º  | Tarumã         | 0   | 6 | 0 | 0 | 6 | 0  | 95 | -95 |

|                | 3B   | CLI  | IRA  | ITA | NAC  | RIO | TAR  |
| -------------- | ---- | ---- | ---- | --- | ---- | --- | ---- |
| 3B da Amazônia | —    | —    | —    | 5–1 | 5–0  | —   | 31–0 |
| Clipper        | 0–20 | —    | —    | 1–7 | —    | 1–4 | —    |
| Iranduba       | 3–1  | 12–0 | —    | —   | —    | 9–0 | —    |
| Itacoatiarense | —    | —    | 4–3  | —   | 3–1  | —   | 12–0 |
| Nacional-AM    | —    | 4–0  | 0–3  | —   | —    | 3–1 | —    |
| Rio Negro-AM   | 1–14 | —    | —    | 1–6 | —    | —   | 7–0  |
| Tarumã         | —    | 0–7  | 0–13 | —   | 0–25 | —   | —    |

## Fase Final
Na fase final, os quatro melhores classificados da primeira fase se enfrentaram em jogos únicos, seguindo o seguinte chaveamento: 1º x 4º e 2º x 3º. A final também foi disputada em jogo único.
|  | Semifinais | Semifinais     | Semifinais |   |  | Final          | Final | Final |
|  |            |                |            |   |  |                |       |       |
|  |            | 3B da Amazônia | 4          |   |  |                |       |       |
|  |            | Nacional-AM    | 0          |   |  |                |       |       |
|  |            |                |            |   |  | 3B da Amazônia | 3     |       |
|  |            |                | Iranduba   | 1 |  |                |       |       |
|  |            | Iranduba       | 4          |   |  |                |       |       |
|  |            | Itacoatiarense | 3          |   |  |                |       |       |

## Artilharia
| Gols | Jogador        | Time           |
| ---- | -------------- | -------------- |
| 15   | Paulinha       | 3B da Amazônia |
| 14   | Elisa          | Iranduba       |
| 13   | Maria Patrícia | 3B da Amazônia |
| 12   | Djeni          | Iranduba       |
| 11   | Darly          | Itacoatiarense |
| 11   | Fabíola        | Itacoatiarense |
| 10   | Gabi Portilho  | 3B da Amazônia |
| 10   | Joelma         | 3B da Amazônia |
| 9    | Caroline       | 3B da Amazônia |
| 8    | Karen          | Nacional-AM    |

## Premiação
| Campeonato Amazonense Feminino de 2019 |
| Manaus                                 |
| -------------------------------------- |
| 3B da Amazônia Campeão (1.º título)    |